# Askeladdprisen
Se også Askeladdprisen (Norges bondelag)
Askeladdprisen er en norsk litteraturpris som bliver som bliver uddelt hvert andet år af Norsk Barnebokforum (IBBY Norge) til enkeltpersoner (forskere, kritikere, forfattere, illustratører), grupper eller institutioner som igennem arbejdede af kritisk, teoretisk, kunstnerisk eller praktisk karakter har bidraget til fremme af god børne- og ungdomslitteratur. Prisen blev etableret i 1981.

## Modtagere
- 1981: Tordis Ørjasæter, for hendes arbejdet med at sprede kundskabet til bøger for og om udviklingshæmmede
- 1983: Harald Nordberg, for fremragende indsats som billedbogskunstner
- 1985: Jo Tenfjord, for hendes mangeårige indsats for Norsk Barnebokforum, hendes forfatterproduktion, hendes oversættelser og hendes internationale arbejde som medlem af IBBY executive committee
- 1987: Einar Økland, for et originalt og banebrydende forfatterskab for børn og unge
- 1989: Solveig Bøhle, for hendes litteraturprogrammer for børn og unge på NRK
- 1991: Inger Margrethe Gaarder, for det pædagogiske arbejde, for et varieret forfatterskab, arbejde som leder af Norsk Barnebokforum og medlem af IBBY executive committee
- 1993: Norsk Barnebokinstitutt ved Karin Beate Vold for instituttets arbejde
- 1995: NRK Barneradioen for børneprogrammer igennem mere end 50 år
- 1997: Rogaland fylkesbibliotek, for de nordiske kongresser om børnelitteratur hvert andet år
- 1999: Mette Helfjord for mange års arbejde i Statens Bibliotektilsyn og Det rådgivende utvalg med information om børne- og ungdomsbøger
- 2001: Per Olav Kaldestad for forfatterskabet og arbejdet med børnelitteratur i forbindelse med Årboka – litteratur for barn og unge'
- 2003: Cathrine Senje for arbejde i Norsk Barnebokforum, for formidling og skrivning af en ungdomsbog omhandlende 2. verdenskrig
- 2005: Barnebok.no for sit pionerarbejde igennem 4 år
- 2007: Widar Aspeli for hans indsats som børnelitteraturformidler gennem Den kulturelle skolesekken, Norsk Litteraturfestival, og forfatterskabet.
- 2009: Anne Horn for hendes indsats som skolebibliotekar, konsulent for børne- og ungdomslitteratur i Bibliotektilsynet og forlagsredaktør
- 2011:Foreningen !les
- 2013: NORLA  – Senter for norsk skjønn- og faglitteratur i utlandet
- 2015: Forfatterstudiet ved Norsk barnebokinstitutt
- 2017: Guri Fjeldberg, litteraturkritiker